# Asteroid Terrestrial-impact Last Alert System
Het Asteroid Terrestrial-impact Last Alert System (ATLAS) is een automatisch astronomisch vroegsignaleringssysteem (Early Warning System) voor planetoïden en mogelijke inslagen op aarde van deze planetoïden. Het systeem werd opgericht door het Instituut voor Astronomie van de Universiteit van Hawaï en werd gefinancierd door de Universiteit, door NASA en door giften.

## Geschiedenis
Nadat in 2008 de planetoïde 2008 TC3 de aarde getroffen had en in 2009 een ongeveer 100 m grote planetoïde met een energie van 50 kT boven Indonesië in de atmosfeer was geëxplodeerd, veranderde de NASA van mening. De NASA deed tot dan toe slechts waarnemingen van objekten die een diameter van meer dan 140 m hadden en zich bevonden op grotere afstand van de aarde. In 2010 werd beslist dat het risico van inslagen geminimaliseerd moest worden en dat er een systeem zou moeten zijn voor de ontdekking van kleinere objekten om te kunnen waarschuwen voor een mogelijke inslag. De eerste ontwerpen van ATLAS werden gemaakt door John L. Tonry. Hij en Larry Denneau, die verantwoordelijk was voor de ontwikkeling van de software, namen ook deel aan de ontwikkeling van Pan-STARRS.
In 2011 begon de Universiteit met het ontwerp, de constructie en de operatie van ATLAS en wendde zich wegens de financiering aan NASA. In 2012 deed NASA een toezegging voor de financiering van vijf miljoen dollar over vijf jaar. In mei 2015 werd de eerste telescoop op Haleakala in gebruik genomen. In maart 2017 werd de tweede telescoop op Mauna Loa in gebruik genomen. Het budget voor alle Near-Earth Object Observations (NEOO) lag in 2024 naar schatting bij 41 miljoen dollar. De waarschuwingstijd is voor kleine objecten een dag, bij grote objecten drie weken.
Aan operatie en onderzoek nemen ook andere instituten deel, zoals de Queen's Universiteit van Belfast, het Space Telescope Science Institute, het Instituto de Astrofísica de Canarias (IAC), Obstech Chile en het South African Astronomical Observatory.

## Telescopen
In Hawaï bevinden zich de twee telescopen op Haleakala (ATLAS-HKO, telescoopcode T05) en op Mauna Loa (ATLAS-MLO, code T08). Andere telescopen bevinden zich bij het South African Astronomical Observatory (ATLAS–SAAO, code M22) in Zuid-Afrika en bij het El-Sauce-Observatorium in Rio Hurtado (Chili) (ATLAS-CHL, code W68). Op de Teide (Tenerife) werd in 2022 een prototype als ATLAS-P (ATLAS-Prototype) in gebruik genomen. In 2025 werd daar de vijfde telescoop in gebruik genomen (ATLAS-TDO, code R17). Het doel is zes of meer telescopen te hebben verdeeld over de aarde om de gaten in de waarneemtijd wegens daglicht te verminderen.
Het Europees Ruimteagentschap (ESA) heeft een eigen projekt Space Safety met een nieuwe telescoop met de naam FLYEYE TELESCOPE of Near Earth Object Survey TELescope (NEOSTEL).

## Techniek
De telescopen in Hawaï, Chili en Zuid-Afrika bestaan uit vier 50-cm-Schmidt-telescopen/Schmidt-camera's, met een 50-cm-correctieplaat (folie), en een 65 cm sferische hoofdspiegel. Er wordt gemeten in twee filters:cyan (g+r) en oranje (r+i). De telescopen hebben een gezichtsveld van 7.4° waarvan de binnenste 5.4° × 5.4° opgenomen wordt door een 10 500 × 10 500 CCD camera. Elke positie wordt vier keer per nacht 30 seconden waargenomen met een interval van 15 minuten zodat bewegende objecten ontdekt kunnen worden tot op een schijnbare magnitude van 19. Bij goed weer kan elke nacht de hele hemel waargenomen worden. De Teide telescoop bestaat uit vier Celestron-RASA-11"-teleskopen.

## Ontdekkingen
De ontdekkingen worden automatisch gemeld aan het Minor Planet Center (MPC), die deze onmiddelijk publiceert zodat andere observatoria de ontdekte objecten ook kunnen waarnemen. Eventueel worden de objecten opnieuw waargenomen door ATLAS om de baan nauwkeuriger te bepalen.
Behalve naar gevaarlijke planetoïden wordt met ATLAS ook gezocht naar gewone planetoïden, dwergplaneten, kometen,  supernova explosies, en lichtflitsen veroorzaakt door het verdwijnen van een ster in een ver verwijderd superzwaar zwart gat.
In juli 2025 werd door het El-Sauce-Observatorium in Rio Hurtado een interstellair object ontdekt: 3I/ATLAS.
| Soort                              | Aantal | Voorbeelden                                               |
| ---------------------------------- | ------ | --------------------------------------------------------- |
| Aardscheerders                     | 1240   | 2024 YR4, 2019 MO (verbrand), 2018 LA (verbrand), 2018 AH |
| Potentieel gevaarlijke planetoïden | 110    |                                                           |
| Kometen                            | 106    | C/2019 Y4 (ATLAS)                                         |
| Supernovae                         | 4840   |                                                           |
| Interstellaire objecten            | 1      | 3I/ATLAS = C/2025 N1 (ATLAS)                              |